# 2199
Năm 2199. Trong lịch Gregory, nó sẽ là năm thứ 2199 của Công nguyên hay của Anno Domini; năm thứ 199 của thiên niên kỷ thứ 3 và năm thứ 99 của thế kỷ 22; và năm cuối cùng của thập niên 2200.